# Helen van Beurden
Helen van Beurden (* 19. Januar 1991 in Breda) ist eine niederländische Handballspielerin, die für den deutschen Bundesligisten HSG Bensheim/Auerbach aufläuft.

## Karriere
Helen van Beurden begann in der Jugend für Internos und HV Fortissimo zu spielen. 2011 wechselte sie in die Eredivisie zum HV Quintus. Mit dem HV Quintus spielte sie in der Saison 2013/14 im EHF Challenge Cup. Nach drei Jahren wechselte sie 2014 nach Deutschland zum Erstligisten HSG Bad Wildungen. Nach zwei Spielzeiten spielte sie 2016 in der 2. Bundesliga beim FSG Mainz 05/Budenheim. 2017 wechselte sie zum schwedischen Erstligisten Skara HF. Bereits nach einer Saison wechselte sie 2018 zurück nach Deutschland in die Bundesliga zur HSG Bensheim/Auerbach.